# Coupe de Biélorussie de football 1994-1995
Navigation
Coupe de Biélorussie 1993-1994 Coupe de Biélorussie 1995-1996
La Coupe de Biélorussie 1994-1995 est la 4e édition de la Coupe de Biélorussie de football depuis la prise d'indépendance du pays en 1991. Elle prend place entre le 3 août 1994 et le 28 juin 1995, date de la finale au stade Dinamo de Minsk.
Un total de 41 équipes prennent part à la compétition, parmi lesquelles l'intégralité des participants à la première division 1994-1995 auquel s'ajoute treize clubs de deuxième division et douze du troisième échelon.
Le Dinamo-93 Minsk remporte sa première coupe nationale à l'issue de la compétition au détriment du Torpedo Mahiliow. Cette victoire permet au club de se qualifier pour le tour préliminaire de la Coupe des coupes 1995-1996.

## Premier tour
| Date        | Locaux                     | Score    | Visiteurs                      |
| ----------- | -------------------------- | -------- | ------------------------------ |
| 3 août 1994 | Torpedo Jodzina (D2)       | 3 - 2    | (D3) Legmach Orcha             |
| 3 août 1994 | Dniepr Rahatchow (D3)      | 0 - 1    | (D3) Fomalgaout Borisov        |
| 3 août 1994 | Khimik Svietlahorsk (D2)   | 3 - 1    | (D2) ZLIN Homiel               |
| 3 août 1994 | KPF Slonim (D2)            | 1 - 3    | (D1) Santanas Samakhvalavitchy |
| 3 août 1994 | Stroïtel Biaroza (D3)      | 5 - 2 ap | (D3) Avtoprovod Chtchoutchyn   |
| 3 août 1994 | Kommounalnik Pinsk (D2)    | 3 - 1    | (D3) Biolog Novopolotsk        |
| 3 août 1994 | Naftan Novopolotsk (D3)    | 1 - 0    | (D2) Transmach Mahiliow        |
| 3 août 1994 | Zaria Iazyl (D3)           | 0 - 1    | (D3) Metapol Baranavitchy      |
| 3 août 1994 | Kardan-Flaïers Hrodna (D2) | 2 - 3    | (D2) Polessié Mazyr            |

## Seizièmes de finale
Les équipes de la première division 1994-1995 font leur entrée à partir de ce tour.
| Date         | Locaux                         | Score                | Visiteurs                |
| ------------ | ------------------------------ | -------------------- | ------------------------ |
| 31 août 1994 | Brestbytkhim Brest (D2)        | 0 - 1 ap             | (D1) Dniepr Mahiliow     |
| 31 août 1994 | Ataka-Aura Minsk (D2)          | 0 - 3                | (D1) FK Maladetchna      |
| 31 août 1994 | Polessié Mazyr (D2)            | 5 - 1                | (D1) Chakhtior Salihorsk |
| 31 août 1994 | Metapol Baranavitchy (D3)      | 1 - 3                | (D1) Lokomotiv Vitebsk   |
| 31 août 1994 | Khimik Svietlahorsk (D2)       | 2 - 3                | (D1) Vedrytch Retchytsa  |
| 31 août 1994 | Fomalgaout Borisov (D3)        | 1 - 0                | (D1) KIM Vitebsk         |
| 31 août 1994 | Dinamo-Iouni Minsk (D3)        | 2 - 4                | (D1) Dinamo Minsk        |
| 31 août 1994 | Khimvolokno Hrodna (D2)        | 0 - 3                | (D1) Torpedo Mahiliow    |
| 31 août 1994 | Stroïtel Staryïa Darohi (D2)   | 2 - 0                | (D1) Fandok Babrouïsk    |
| 31 août 1994 | Fandok-2 Babrouïsk (D3)        | 0 - 5                | (D1) Chinnik Babrouïsk   |
| 31 août 1994 | Kommounalnik Pinsk (D2)        | 0 - 1                | (D1) Dinamo Brest        |
| 31 août 1994 | Torpedo Jodzina (D2)           | 1 - 2                | (D1) Dinamo-93 Minsk     |
| 31 août 1994 | Derevoobrabotchik Masty (D3)   | 1 - 2                | (D1) Obouvchtchik Lida   |
| 31 août 1994 | Santanas Samakhvalavitchy (D2) | 1 - 3                | (D1) Nioman Hrodna       |
| 31 août 1994 | Naftan Novopolotsk (D3)        | 5 - 1                | (D1) Homselmach Homiel   |
| 31 août 1994 | Stroïtel Biaroza (D3)          | 1 - 1 ap (1 - 4 tab) | (D1) Torpedo Minsk       |

## Huitièmes de finale
| Date              | Locaux                  | Score    | Visiteurs                    |
| ----------------- | ----------------------- | -------- | ---------------------------- |
| 21 septembre 1994 | Lokomotiv Vitebsk (D1)  | 0 - 1    | (D1) Dinamo-93 Minsk         |
| 21 septembre 1994 | FK Maladetchna (D1)     | 1 - 0    | (D1) Dinamo Minsk            |
| 21 septembre 1994 | Dinamo Brest (D1)       | 0 - 1 ap | (D1) Torpedo Mahiliow        |
| 21 septembre 1994 | Obouvchtchik Lida (D1)  | 0 - 1    | (D2) Stroïtel Staryïa Darohi |
| 21 septembre 1994 | Dniepr Mahiliow (D1)    | 1 - 0    | (D1) Nioman Hrodna           |
| 21 septembre 1994 | Vedrytch Retchytsa (D1) | 2 - 1 ap | (D3) Fomalgaout Borisov      |
| 21 septembre 1994 | Torpedo Minsk (D1)      | 0 - 2    | (D2) Polessié Mazyr          |
| 21 septembre 1994 | Chinnik Babrouïsk (D1)  | 2 - 1    | (D3) Naftan Novopolotsk      |

## Quarts de finale
| Date           | Locaux                  | Score                | Visiteurs                    |
| -------------- | ----------------------- | -------------------- | ---------------------------- |
| 4 octobre 1994 | Torpedo Mahiliow (D1)   | 2 - 1                | (D2) Polessié Mazyr          |
| 5 octobre 1994 | Dniepr Mahiliow (D1)    | 2 - 0                | (D1) FK Maladetchna          |
| 5 octobre 1994 | Dinamo-93 Minsk (D1)    | 1 - 0                | (D2) Stroïtel Staryïa Darohi |
| 5 octobre 1994 | Vedrytch Retchytsa (D2) | 0 - 0 ap (1 - 4 tab) | (D1) Chinnik Babrouïsk       |

## Demi-finales
| Date            | Locaux                | Score | Visiteurs              |
| --------------- | --------------------- | ----- | ---------------------- |
| 26 octobre 1994 | Dinamo-93 Minsk (D1)  | 5 - 4 | (D1) Dniepr Mahiliow   |
| 26 octobre 1994 | Torpedo Mahiliow (D1) | 5 - 4 | (D1) Chinnik Babrouïsk |

## Finale
| Entraîneur : |
| Viktor Sokol |

| Entraîneur : |
| Mikhaïl Bass |

| Entraîneur : |
| Viktor Sokol |

| Entraîneur : |
| Mikhaïl Bass |